# شجرة موروثة

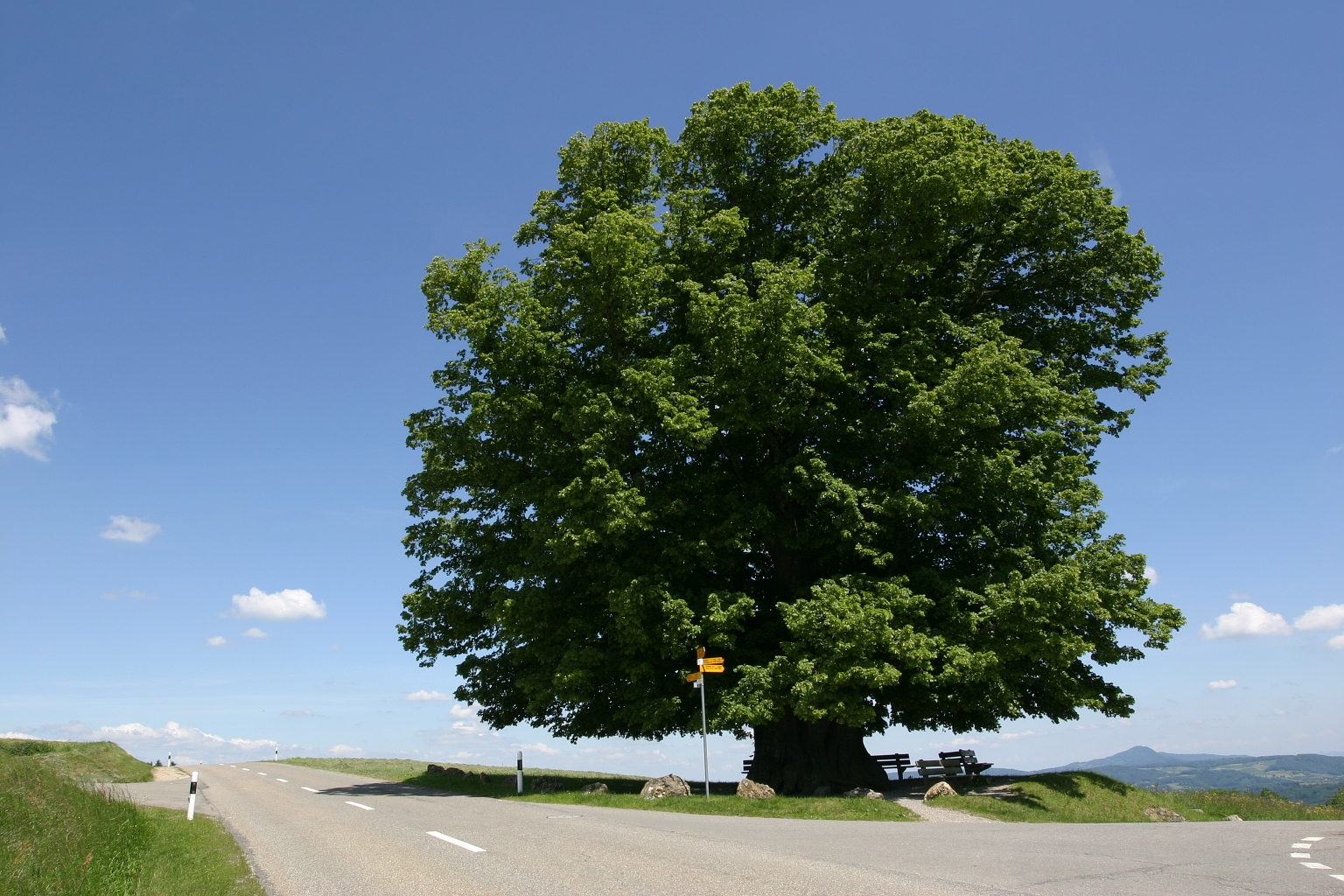
شجرة موروثة

الشجرة الموروثة أو الشجرة المخضرمة (بالإنجليزية: Veteran tree)‏، هي شجرة عادة ما تكون ناضجة أو تم الاحتفاظ بها من نمو قديم، توفر إرثاً بيولوجياً ذات قيمة استثنائية للحفاظ على الثقافة أو المناظر الطبيعية. في إطار هذا المصطلح، هي شجرة قديمة منفردة تعمل كملاذ آمن أو توفر موائل هيكلية هامة أخرى.
تختلف الأشجار الموروثة حسب نوعها وموقعها، ولكنها قد يكون عمرها مئات السنين. قد تبدأ الأنواع الشجرية الأصغر أو الأقصر (مثل أشجار البساتين) في تطوير بعض السمات المخضرمة في بضعة عقود فقط. يستخدم الحجم عادة لتعريف الأشجار الموروثة.